# Учалинская соборная мечеть Нур
Учалинская соборная мечеть Нур (баш. Учалы Нур йәмиғ мәсете) — мечеть в городе Учалы Республики Башкортостан. Адрес: Республика Башкортостан, г. Учалы, пр. Мира, д. 1.

## История
В 1994 году по инициативе Мусульманской религиозной организации г. Учалы на пожертвования частных лиц и с использованием средств Учалинского горно-обогатительного комбината и других предприятий Учалинского района Республики Башкортостан была построена Учалинская соборная мечеть.
Учалинская соборная мечеть находится в ведении Духовного управления мусульман РБ.
В архитектурном плане мечеть представляет собой сложное здание. Мечеть 2‑этажная, ее один минарет имеет высоту с куполом в 27 метр от фундамента, минарет одноярусный и пристроен к зданию мечети. Мечеть имеет опоясывающий балкон. В мечети имеются 2 молитвенных зала; её стены расписаны изречениями из Корана и украшены башкирским орнаментом.
В Учалинской соборной мечети работают курсы изучения арабского языка, основ ислама для детей и взрослых. Здесь проводятся заседания мухтасибата (административной единицы Духовного управления мусульман России, объединяющий мусульманские приходы РФ) и мусульманские праздники.
Мечеть построена в центре города Учалы.
Поскольку большую часть населения города Учалы составляют башкиры, в нем построены две мечети. Вторая мечеть построена на окраине города. Это мечеть имени Зайнуллы Ишана. Мечеть имени Зайнуллы-ишана имеет три минарета, основной из которых имеет высоту 20 метров.

## Имам‑хатыбы
- И. И. Мөхәмәтйәнов (И. И. Мухамедьянов) (c 1994);
- В. Ф. Тажетдинов (В. Ф. Таджетдинов) (c 1997);
- Д. Г. Әхмәҙиев (Д. Г. Ахмадиев) (c 2006);
- И. А. Мәзитов (И. А. Мазитов) (c 2010).

## Список литературы
Башкирская энциклопедия. Гл. ред. М. А. Ильгамов т. 6. Советы нар. хозяйства. -У. 2010. −544 с. ISBN 978-5-88185-071-5; науч.. изд. Башкирская энциклопедия, г. Уфа.